# جوش فولي
جوش فولي (بالإنجليزية: Josh Foley)‏ هو رسام أسترالي، ولد في 1983 في لاونسستون في أستراليا.

## وصلات خارجية
- الموقع الرسمي